# 222-я стрелковая дивизия
222-я стрелко́вая диви́зия (222-я сд) — общевойсковое формирование стрелковых войск РККА, существовавшее c 1941 по 1945 годы. Бойцы и командиры дивизии принимали активное участие в сражениях Великой Отечественной войны.
Полное наименование — 222-я стрелковая, Смоленско-Бранденбургская Краснознамённая ордена Суворова дивизия.
В составе действующей армии (боевой период) на фронтах Великой Отечественной войны:
- 15.07.1941 — 10.09.1944;
- 19.10.1944 — 09.05.1945.

## История

### Формирование
Сформирована в марте-апреле 1941 года в Унече, на тот момент Орловской области, во исполнение директивы Военного совета ОрВО . Значительная часть личного состава дивизии набиралась из местных призывников.
В марте 1941 года командиром дивизии был назначен полковник Бобров Ф. А.. С первых дней формирования были укомплектованы полковая школа и учебные подразделения частей. С начала мая в летних лагерях началась боевая учёба.
Штаб дивизии, управление, стрелковые полки располагались в Унече и пригороде, артиллеристы дислоцировались в Стародубе и Почепе. Красноармейцы 757-го сп жили в лесу, в палаточном лагере, занимаясь строительством и обустройством оборонительных сооружений.
Здесь дивизия и встретила начало войны. По некоторым данным, её численность на конец июня 1941 года составляла более 14 000 человек.

### 1941
В начале июля в полном составе дивизия передислоцирована в район станции Красный Рог (40 км юго-западнее Брянска).
20.07.1941 года, по приказу Ставки начинается спешная переброска в район Рославля. С конца июля 1941 года дивизия входит в состав 43-й армии.
К 28 июля, совершив 350-километровый марш, части дивизии заняли оборону на рубеже: Криволес — русло реки Остёр — окрестности станции Крапивинская.
Обстановка, сложившаяся на Западном фронте после захвата Смоленска в последней декаде июля, потери Красной Армии, «котлы», привели к тому, что 222 сд оказалась единственной дивизией, обороняющей крупный железнодорожный узел и город Рославль.
На рассвете 30 июля 1941 года XXIV моторизованный и VII армейский корпуса противника начали наступление из района Мстиславль — Кричев в направлении на Рославль и с целью окружить и уничтожить «группу Качалова» (145, 149 сд, 104 тд), предпринявшую попытку контрудара на Смоленск. На следующий день IX армейский корпус нанёс удар восточнее Рославля из района Починок — Стригино.
Ведя тяжёлые и кровопролитные бои с превосходящими силами вермахта, к вечеру 2 августа дивизия попала в «полуокружение», и к исходу следующего дня была вынуждена отступить на промежуточный рубеж обороны в район Екимовичи, фактически же начала беспорядочный отход, потеряв связь с 774-м сп.
Под ударами танковых групп, кавалерии и мотопехоты противника — была расчленена. Командир дивизии, не имевший связи с соседями, принял решение отвести дивизию восточнее Рославля.

Действия 222 сд носят явно преступный характер. Командование дивизии, к-ры и комиссары частей до сих пор не привели дивизию в порядок и продолжают вести неорганизованный бой, отходя без всякого приказа на восток. Этим паническим отходом группа Качалова становится в очень тяжёлое положение.
Предупредите к-ра дивизии, к-ров частей и комиссаров, что если они не выправят положение и будут продолжать отходить дальше без приказа, то командование дивизии и частей будет арестовано и предано суду как изменники Родины…— Указания Военного совета Резервного фронта Командующему войсками 28-й армии по организации обороны 5 августа 1941 г. (выдержки)
По этому же указанию выходящие подразделения дивизии направлялись на усиление 53-й стрелковой дивизии, но насколько указание выполнено — неизвестно до настоящего времени.
Среди воинских частей дивизии, защищавших город, был и 18-й артиллерийский полк ПТО. Ожесточённые бои отважных артиллеристов в районе деревни Бывальское с наступавшим противником продолжались 8 часов. До поздней ночи немцы так и не смогли взломать оборону двух дивизионов. Многие батареи отличились в этот день.

"2 августа 1941 года. За день отражения прорвавшихся танков, мотоциклистов и больших групп мотопехоты противника было подбито в бою до двух десятков танков. Также уничтожено большое количество мотопехоты противника и мотоциклистов, подсчитать которое нет возможности. Есть убитые и раненые. Раненым оказывается помощь. Снаряды кончаются. Прошу подбросить снаряды. — Капитан И. П. Богданов. 22-00. 2-го августа 41-го.

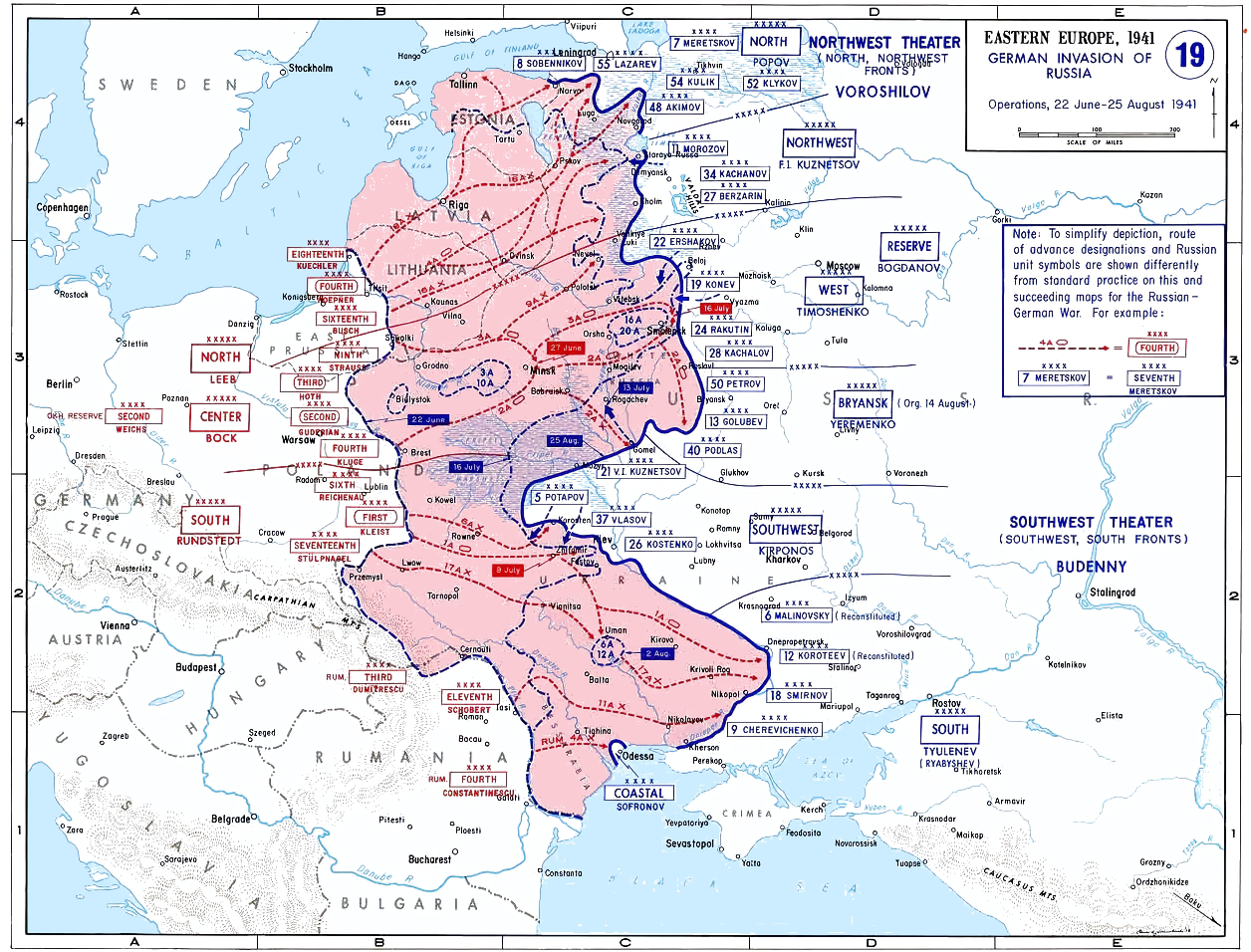
Июль-сентябрь 1941 года

В первых числах августа полки дивизии, отступая из района Рославля вели арьергардные бои. О тяжёлом положении в районе боёв подразделений 222-й сд упоминается в Оперативной сводке (№ 16 от 08.08.41) штаба артиллерии Резервного фронта:

<…> 645 кап (без одного дивизиона) занял боевой порядок в районе Лесники юго-западнее 2 км Б. Полпино. 1/645 кап с утра 2.8.41 вел бой в районе Хорошовка юго-западнее Рославль совместно с гап 222 сд, входя в состав группы пп 787. Не использовав всех возможностей обороны и не приняв мер к выводу матчасти из боя, личный состав дивизиона во главе с комсоставом и командиром дивизиона бежал, бросив матчасть и оп. У противника осталось 12 152-мм гаубиц обр. 1937 г., 21 трактор и около 15 автомашин— Нач. штаба артиллерии Резервного фронта генерал-майор Маляров 
.
В оперативной сводке штаба Резервного фронта за тот период отмечалось:

222 сд в составе двух сборных б-нов и б-на НКВД, к 6.00 8.8.41 отошла за главный рубеж обороны и сосредоточилась в районе Церковщина — Лосево — Никольское. В течение дня продолжался сбор отдельных групп и подразделений, отошедших через главную полосу обороны, где приводились в порядок.
— Из оперативной сводки штаба Резервного фронта (август 1941 г.).
В конце августа — сентябре 1941 года части дивизии вели оборонительные бои и переходили в частые контратаки на рубежах по рекам Десна и Стряна.
Командованию дивизии постоянно ставились задачи: «контратаковать», «не допустить прорыва» танковых и мотопехотных соединений противника к автодороге Рославль — Юхнов (Варшавское шоссе) из района Починок и в направлении на Вязьму, а также выбить противника с восточного берега р. Стряны.
По состоянию на 26 августа «дивизия после пополнения, продолжая укрепляться, ведёт боевую разведку в направлениях: Соловьёвка —Погуляевка—Алёшинцы».
30 августа после артиллерийской подготовки из 800 орудий и миномётов войска 24-й и 43-й армий перешли в наступление на Ельню.
В первых числах сентября 222-й стрелковой дивизии удалось выйти на рубежи у реки Стряны в районе Большое Павлово. Противник предпринял ряд контратак при поддержке артиллерии и авиации. Продвижение вперёд затормозилось.
7 сентября отдельные подразделения дивизии форсировали реку, но уже 13 сентября немцам удалось оттеснить наши войска за Стряну и занять западный берег реки.
Из вечерней сводки 2 октября 1941 года:

211 сд — ведет бой на рубеже: (иск.) ЧЕБОТАРЕВКА, ЛЕЖНЕВКА, НОВ. СОЛОЖА, НОВ. ЛЕЖНЕВКА, САБЕЕВО, ПОПОВКА. Перед фронтом дивизии части 267, 123 пд противника, развивающие удар в направлении НОВ. ГАВРИЛОВКА, ЗАБОЛОТЬЕ. В результате контратак вторых эшелонов дальнейшее продвижение противника остановлено.— Вечерняя сводка 2 октября 1941 года. Сергей Михеенков. Дорога смерти. 43-я армия в боях на Варшавском шоссе. Схватка с «Тайфуном». 1941—1942
4 октября противнику удалось «расчленить» части 43-й армии, которые держали оборону в районе Варшавского шоссе. 53-я сд, потерявшая до половины своего состава, отходила в район Болвы. 222-я сд с боями отходит к Спас-Деменску. Связь со штабом армии только по радио, связь между дивизиями отсутствовала.
3 октября по приказу командующего Резервным фронтом С. М. Будённого дивизия перешла в состав 24 армии.
Вечером 4 октября противник вышел к Спас-Деменску и 5-го числа занял город. Оборона 43-й армии фактически рухнула.

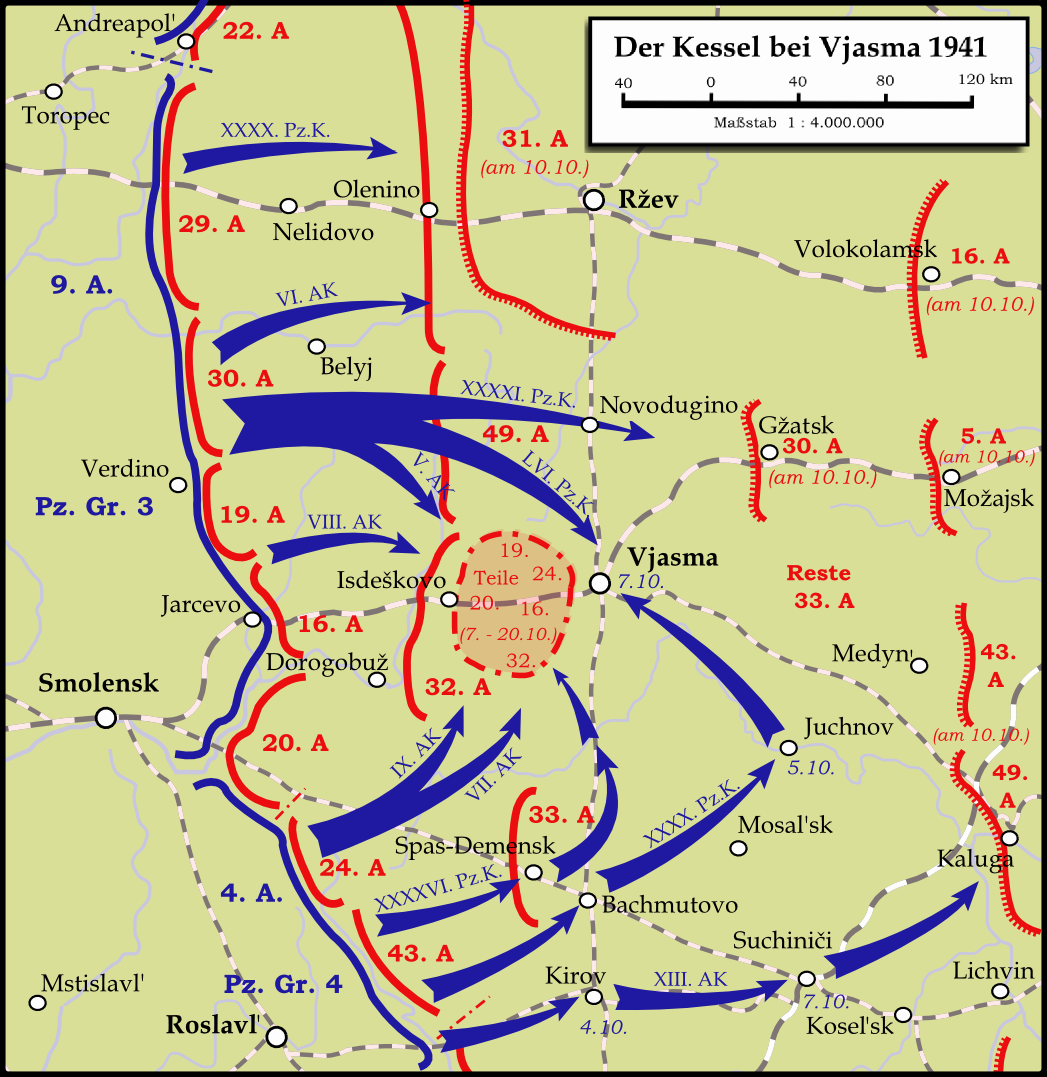
Карта боевых действий сторон под Вязьмой. (02.10 — 20.10.1941)

В первой декаде октября 1941 года, после начала крупномасштабного наступления группы армий «Центр» на Москву, пытаясь избежать полного окружения после удара 4 армии вермахта направлениями на Юхнов и Калугу, понеся потери в живой силе и технике, дивизия была вынуждена оставить рубежи обороны в районе Новоспасское — Колпино — Спас-Деменск и под ударами авиации и артиллерии противника отходила в район Вереи.
В Оперативной сводке ОКХ (за № 114 от 07.10.41) утверждалось, что «222-я стрелковая дивизия [русских] была окружена и разгромлена южнее и юго-восточнее Спас-Деменска».
После незначительного пополнения дивизия занимает рубеж обороны в районе Субботино.
Осенью-зимой 1941 года части дивизии вели оборонительные бои в районе Наро-Фоминска и Кубинки.
В ходе контрнаступления под Москвой 457-м сп 222-й сд 27 декабря 1941 года был освобождён город Наро-Фоминск. В конце 1941 года дивизия в составе 33 армии генерал-лейтенанта Михаила Ефремова участвовала в освобождении населённых пунктов Московской и Смоленской областей.
В ходе сражения под Москвой немецкие войска потерпели ощутимое поражение. В результате контрнаступления они были отброшены на 100—250 км от столицы. От врага были полностью освобождены Тульская, Рязанская и Московская области.

### 1942
В начале 1942 года части дивизии принимали активное участие в наступлении на юго-западном направлении, по всему участку фронта 33-й армии, освободив на конец января около 90 населённых пунктов. 19 января полками дивизии, совместно со 110-й сд была освобождена Верея и близлежащие населённые пункты.
17 января 1942 года командование 33-й армии получает боевое распоряжение за № 605(Ш), согласно которому армия должна была форсированным маршем наступать на Вязьму. В число дивизий, которые впоследствии составили (восточную) группировку армии, вошла и 222-я стрелковая дивизия.
«Командарму 33 <…>
ПРИКАЗЫВАЮ: Одновременно с ликвидацией противника в Верее главными силами с утра 19.01.1942 г. форсированным маршем выходить в район Дубна, Замытское, имея в дальнейшем задачей, в зависимости от обстановки, удар на Вязьму или в обход её с юго-запада. Передовыми частями в район Дубна, Замытское выйти не позднее 19.01 главными силами — 20.01.42 г…»
Дивизии предстояло уже менее чем через двое суток, преодолев в условиях полного отсутствия дорог 75 километров, выйти в район Ду́бна, Замыцкое. С учётом обстановки, которая сложилась к этому времени в районе боёв, это была практически невыполнимая задача. Даже если бы дивизия и не вела боевых действий, преодолеть такое расстояние за двое суток в сложных погодных условиях и под постоянным огнём противника было крайне затруднительно.
Тем не менее, уже к 28 января подразделения дивизии находились на марше в районе Износок, между населёнными пунктами Шанский Завод и Зубово, непрерывно подвергаясь бомбардировкам авиации противника. 1287-й стрелковый полк выходит из подчинения дивизии и отходит к 110-й стрелковой дивизии .Огнём вражеской артиллерии и пулемётов дивизия была задержана в районе деревни Зубово. Дальнейшее продвижение по дорогам стало невозможным.
К 1 февраля, отражая постоянные атаки частей 255-й, 267-й и 292-й пехотных дивизий вермахта, заняла оборону по реке Желонья, северо-восточнее Износок, с задачей не допустить прорыва противника к дороге Шанский Завод — Износки и перерезать её. Ценой немалых потерь бойцам удалось выполнить поставленную задачу фланговой обороны коридора прорыва ударной группы (западная группировка) 33-й армии (160-я, 113-я, 329-я, 338-я сд.), передовые части которой к 03.02.1942 достигли юго-западных окраин Вязьмы.
В феврале — марте дивизия вела боевые действия в районе железнодорожной станции Износки юго-восточнее Вязьмы. К тому моменту под Вязьму командование вермахта дополнительно перебросило 5-ю и 11-ю танковые дивизии. Тут же находились части 23-й, 98-й, 203-й, 225-й, 246-й пехотных дивизий и 20-й танковой дивизии, а также полк СС и штрафной офицерский батальон. Немцы использовали инженерные и фортификационные сооружения, построенные нашими оборонявшимися частями летом — осенью 1941 года. В сохранившихся дотах установили пулемёты.
Западная группировка 33-й армии к марту 1942 года была практически полностью окружена, начался период выживания. Атаки на Вязьму были прекращены. И по причине бесперспективности, и по причине того, что атаковать было уже некем и нечем. Почти весь февраль командарм удерживал свои дивизии на прежних рубежах. В этот период в штабы полков и батальонов уходили жёсткие и краткие приказы, суть которых сводилась к одному — «держаться любой ценой».
Командованию 222-й сд неоднократно ставились боевые задачи по «расширению коридора» и деблокированию западной группировки 33-й армии.
Так, 6 марта 1942 года, 774-й и 479-й стрелковые полки предприняли наступление в обход разъезда Угрюмово, в направлении высоты 178,0 с задачей: перехватить коммуникацию противника Юхнов — Гжатск. Севернее деревни Ивановское были встречены сильнейшим перекрёстным пулемётным огнём. Ни одна из огневых точек не была подавлена артиллерией. Полки понесли большие потери и были вынуждены отступить на исходные позиции.
На следующий день Ефремов телеграфировал из-под Вязьмы: «Большей глупости не придумаешь, как наступать днём и губить людей. Ночью, только ночью наступайте и наносите удар врагу! Не губите зря людей и не поощряйте врага своими неудачами».
2 апреля 1942 года два полка дивизии прошли 100 метров и были остановлены возле заграждений из колючей проволоки на подступах к с. Тулизово.
В этом районе дивизия сражалась весь 1942 год. Позиционные «бои местного значения» продолжались вплоть до марта 1943 года.

### 1943

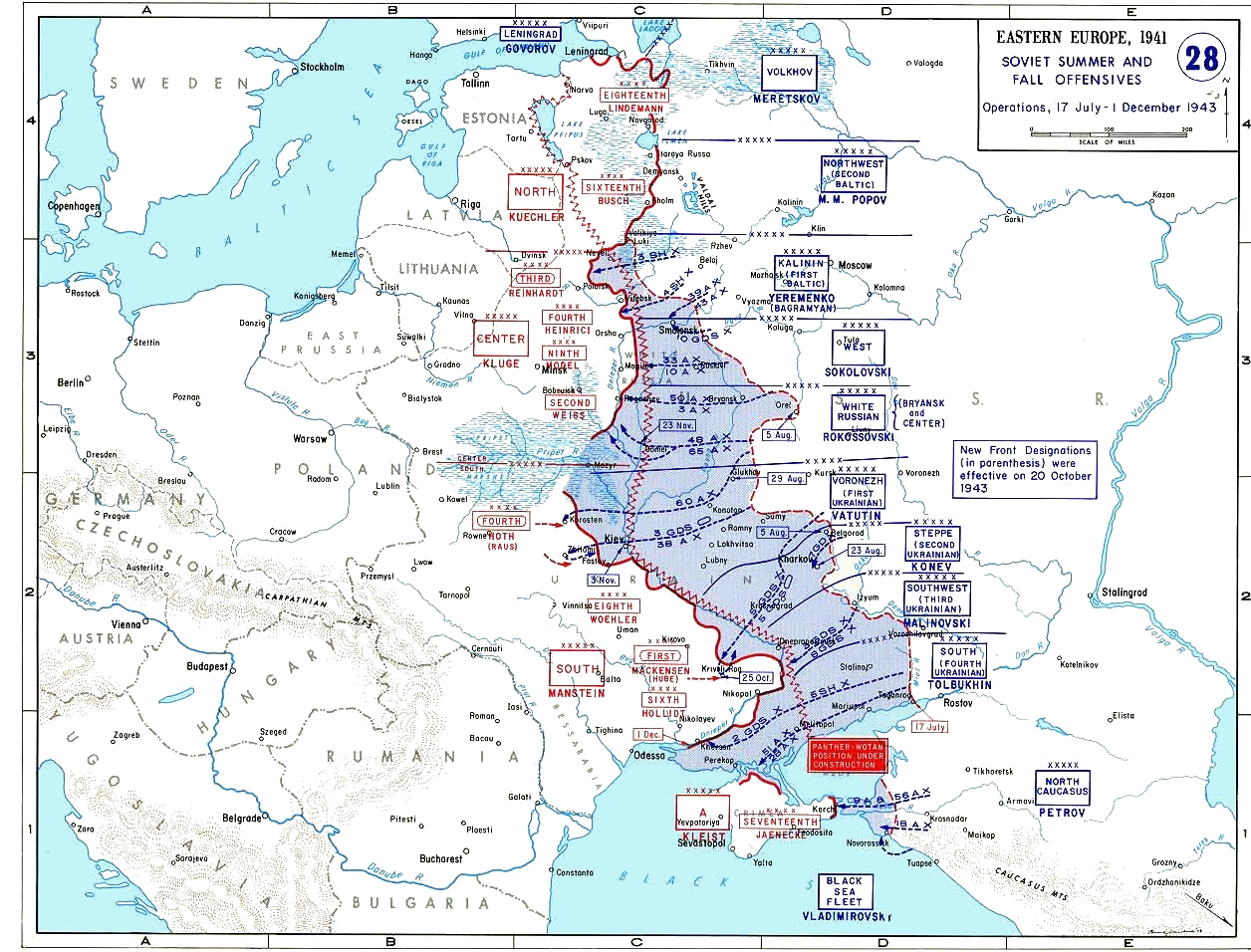
Боевые действия. июль - декабрь 1943

В начале августа, после пополнения личным составом, вооружением и техникой, части дивизии принимали участие в Смоленской наступательной операции в составе 33-й армии под командованием генерал-лейтенанта В. Н. Гордова.
В летне-осенней кампании 1943 года развернулось стратегическое наступление Красной армии.
Обстановка, в которой готовились и велись наступательные операции, в том числе и Смоленская операция, факторы, определившие их успехи, находились в тесной связи с военно-политическим положением страны того времени. К середине июля и началу августа общая обстановка на советско-германском фронте, в том числе и на западном направлении, определялась победами, одержанными Красной Армией в битвах под Сталинградом, за Кавказ и под Курском.
В ходе наступления дивизия сражалась в тех же местах под Рославлем, Спас-Деменском и Смоленском, где держала героическую оборону в 1941—1942 гг.
23 сентября части дивизии при поддержке авиации и артиллерии вышли в район Коситчино — Новоспасское и, перерезав автодорогу Ельня — Рославль, продолжали наступление в направлении на Починок — Монастырщину.
25 сентября 1943 года приказом Верховного Главнокомандующего И. В. Сталина дивизии присвоено почётное наименование «Смоленская».
К октябрю 1943 года полки дивизии с боями достигли плацдарма по реке Проня севернее Дрибина, где вели позиционные бои, пытаясь прорвать оборону противника, В конце ноября дивизия выводится на отдых и пополнение во фронтовой резерв.
В результате Смоленской операции советские войска продвинулись на запад на 200—250 км в полосе шириной до 400 км, очистили от немецких оккупантов часть Калининской, Смоленскую область, положили начало освобождению Белоруссии.
|  |

### 1944

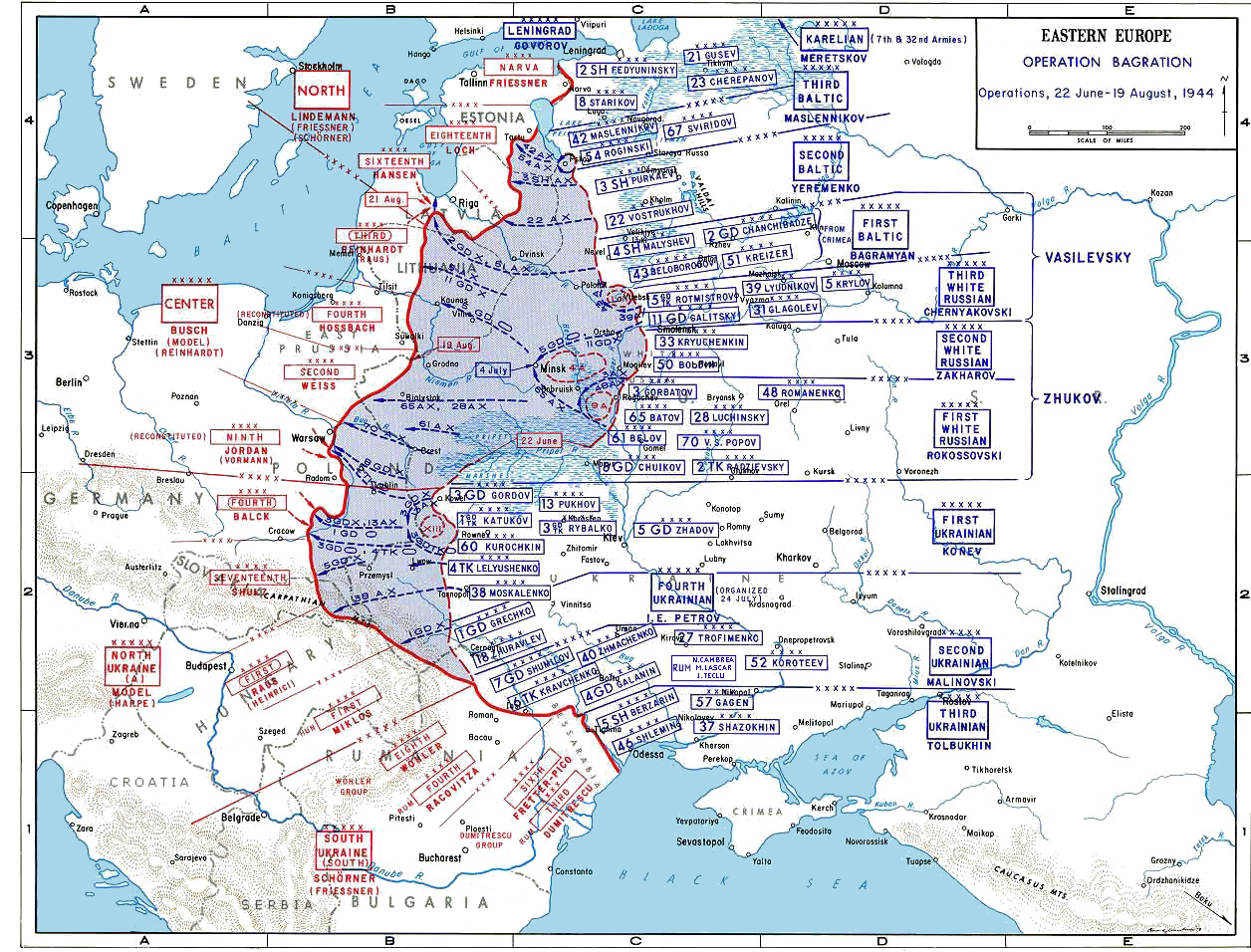
Операция Багратион. июль - август 1944

После сражений в ходе наступательных операций Красной армии в 1943 году 222-я стрелковая дивизия и её командный состав приобрели достаточный оперативно-тактический опыт. Материальная часть, личный состав были значительно обновлены и пополнены. В полки дивизии поступало новейшее вооружение, средства связи и транспорт. В феврале — марте 1944 года дивизия вела позиционные бои в районе Дрибина, восточнее Могилёва, понеся незначительные потери.
23 июня 1944 года началась операция «Багратион», которая ознаменовала собой крупнейшее поражение вермахта за всю его предшествующую историю, практически полностью была уничтожена Группа армий «Центр», утрачены важнейшие стратегические позиции на Восточном фронте. По всему советско-германскому фронту инициатива перешла на сторону Красной Армии.
К началу лета 1944 года линия советско-германского фронта изгибалась, образуя так называемый «белорусский балкон». Связано это было с тем, что на Украине советским войскам удалось провести целый ряд успешных наступательных операций. Немцы были разгромлены под Корсунь-Шевченковским, откатились от Днепра, немецкая 1-я танковая армия генерал-полковника Хубе была окружена в конце марта 1944 года под Каменец-Подольским. Немцами с большими потерями были оставлены Крым, Одесса.

Войска четырёх фронтов наступали на более чем 1000-км фронте и с 23 июня по 29 августа продвинулись на 550—600 км по прямой. Причем за первые 12 дней операции (23 июня — 4 июля 1944 г.) продвижение составило 240 км, что дает средний темп наступления около 20 км в сутки. При этом были разгромлены основные силы группы армий «Центр». По разным оценкам было полностью уничтожено от 17 до 30 немецких дивизий. Людские потери немецкой армии в Белоруссии оцениваются в 350 тыс. человек, из которых около 150 тыс. человек попали в плен. Из этого числа 55 тыс. немецких пленных были проведены по Москве.— А. В. Исаев Два дня в истории. К 65-летию операции «Багратион».
Могилёвская операция
В июне 1944 года распоряжением командующего фронтом генерала армии Г. В. Захарова дивизия передаётся в состав 49-й армии. С началом наступления на Могилёв, успешно форсировав реки Проня, Бася и Днепр, стремительным ударом при поддержке авиации 4-й воздушной армии к 27 июня 1944 года вышла в район Голубовка — Мостище западнее Могилёва.
Как показал один из пленённых фельдфебелей врага:
«23-го утром начался ураганный огонь. Снаряды смешивали все с землей. Траншеи были засыпаны снарядами. Когда через два часа артогонь стал перемещаться в глубину и мы вышли из укрытий, то русские нас уже обошли. Мы были окружены, сопротивление было невозможно»
28 июня войска фронта, продолжая преследование немецких частей, продвинулись вперёд до 25 км и заняли более 500 населённых пунктов, в том числе важный в стратегическом отношении посёлок и центр района Могилёвской области, — Белыничи.
Поставленную Ставкой Верховного Главнокомандования задачу — разгромить могилёвскую группировку противника и овладеть Могилевом — бойцы и командиры выполнили за 6 дней. Под их ударами остатки понёсших серьёзные потери соединений немецкой 4-й армии, под прикрытием арьергардов начали отход за реку Березину.
Каунасская операция
В первой половине июля 1944 года 222-я сд передаётся 3-му Белорусскому фронту, в состав 33-й армии под командованием генерал-лейтенанта С. И. Морозова, и перебрасывается в район Бутримониса в Литву, где довооружается и к началу Каунасской операции выдвигается на исходные позиции в окрестностях Бальберишкиса.
14 июля 1944 года с боями был взят Вильнюс, после овладения которым и захватом плацдармов на западном берегу реки Неман войска фронта вели наступление в полосе шириной 210 км. Им противостояли 10 пехотных и охранных соединений противника: (корпусные группы «Н» и «Д», 201-я, 221-я и 52-я охранные, 69-я, 196-я, 131-я, 170-я и 542-я пехотные дивизии), 2 танковые дивизии (6-я и 5-я), 2 пехотные бригады, 6 отдельных полков, 22 отдельных батальона, 2 танковых батальона резерва главного командования и большое количество других частей усиления, особенно артиллерии.
28 июля Ставка Верховного Главнокомандования (директивой № 220160) поставила генералу армии И. Д. Черняховскому задачу: «ударом 39-й и 5-й армий с севера и юга не позднее 1-2 августа овладеть Каунасом; в дальнейшем всеми силами фронта вести наступление к границам Восточной Пруссии и к 10 августа выйти на рубеж Расейняй, Сувалки, на котором перейти к обороне для подготовки к переносу боевых действий непосредственно на территорию Германии».
Каунас являлся мощным укреплённым районом противника, прикрывавшим кратчайшие пути к Восточной Пруссии, и представлял собой крупный узел шоссейных, железных и грунтовых дорог, соединявших его со всей Прибалтикой и позволявших немецкому командованию маневрировать резервами в любом направлении.
29 июля 1944 года соединения 33-й армии при поддержке авиации и артиллерии перешли в наступление и, развивая темп, прорвали вражескую оборону на глубину от 7 до 15 км. На следующий день в полосе наступления 222-й сд был введён в прорыв 2-й гвардейский танковый корпус генерал-майора А. С. Бурдейного.
При поддержке 1-й гвардейской штурмовой авиационной дивизии корпус, используя разрывы в обороне противника, преодолел 35 км и перерезал дороги от Каунаса на Мариямполь и на Вилкавишкис. Под угрозой окружения каунасская группировка врага начала отход на восточно-прусский приграничный оборонительный рубеж.
2 августа 1944 года 222-я сд участвовала в освобождении города Вилкавишкис. С 3 по 8 августа соединения дивизии вели тяжёлые бои, пытаясь преодолеть восточно-прусскую приграничную оборонительную линию, смогли вклиниться в оборону врага севернее Вилкавишкиса, но наступление развития так и не получило.
9 августа части противника нанесли мощный контрудар после продолжительной артиллерийской подготовки и ударов с воздуха, прорвали линию обороны дивизии и вышли на шоссе Мариямполь — Вилкавишкис, где были встречены огнём артиллерии 47-й истребительной ПТО, и танковыми засадами 2-го гвардейского танкового корпуса. Несмотря на большие потери, противник во второй половине дня занял Вилкавишкис. В дальнейшем его попытки продвинуться в сторону Каунаса успеха не имели.
В этих боях дивизия понесла значительные потери и после выхода из зоны боёв была отведена в резерв, а в октябре 1944 переброшена в Польшу.

### 1945
В последний год войны бойцы и командиры 222-й сд принимали участие в Висло-Одерской операции, наступая с Пулавского плацдарма в направлениях на Шидловец, Опочно, Томашув-Мазовецки, Калиш.
Дивизия участвовала в освобождении города Калиш, вышла к Одеру, южнее города Франкфурт-на-Одере.
В ночь на 3 февраля форсировала реку. С февраля по апрель 1945 года вела бои на плацдарме за Одером.
25 февраля 1945 года во всех частях и подразделениях дивизии проходят торжественные мероприятия по случаю награждения 222-й сд орденом Суворова второй степени.
В составе 1-го Белорусского фронта, 33-й армии под командованием генерал-полковника В. Д. Цветаева, бойцы и командиры дивизии принимали участие в Берлинской наступательной операции, форсировали канал Одер-Шпрее, вели тяжёлые наступательные бои с группировкой в районе Грос-Керис.
28 апреля дивизия принимала участие в освобождении населённого пункта Кушков (13 километров северо-восточнее г. Люббен), наступала южнее Берлина.
Закончила боевой путь на реке Эльбе.

## Награды дивизии
- 25 сентября 1943 года — Почётное наименование «Смоленская» — присвоено приказом Верховного Главнокомандующего от 25 сентября 1943 года в ознаменование одержанной победы и отличие в боях за освобождение города Смоленска.
- 10 июля 1944 года —  Орден Красного Знамени — награждена указом Президиума Верховного Совета СССР от 10 июля 1944 года за образцовое выполнение заданий командования в боях при форсировании рек Проня и Днепр, прорыв сильно укреплённой обороны немцев, а также за овладение городами Могилёв, Шклов и Быхов, проявленные при этом доблесть и мужество.[42]
- 19 февраля 1945 года —  Орден Суворова II степени — награждена указом Президиума Верховного Совета СССР от 19 февраля 1945 года за образцовое выполнение заданий командования в боях с немецкими захватчиками, за овладение городом Калиш и проявленные при этом доблесть и мужество.[43]
- 5 апреля 1945 года — Почётное наименование «Бранденбургская» — присвоено приказом Верховного Главнокомандующего № 058 от 5 апреля 1945 года за отличие в боях при вторжении в провинцию Бранденбург.

Награды частей дивизии:
- 757 стрелковый Неманский Краснознамённый[44] полк,
- 774 стрелковый ордена Суворова[44] полк,
- 666 артиллерийский ордена Кутузова[44] полк.

## Подчинение
| Дата       | Фронт (округ)           | Армия      | Корпус  | Примечания |
| ---------- | ----------------------- | ---------- | ------- | ---------- |
| 22.06.1941 | Орловский военный округ |            |         |            |
| 01.07.1941 | в резерве СВГК          | 28-я армия | 33-й ск |            |
| 01.08.1941 | Резервный фронт         | 43-я армия |         |            |
| 03.10.1941 | Резервный фронт         | 24-я армия |         |            |
| 01.11.1941 | Западный фронт          | 33-я армия |         |            |
| 01.11.1943 | Западный фронт          | 33-я армия | 65-й ск |            |
| 01.02.1944 | Западный фронт          | 33-я армия | 69-й ск |            |
| 01.05.1944 | 2-й Белорусский фронт   | 33-я армия | 69-й ск |            |
| 01.07.1944 | 2-й Белорусский фронт   | 49-я армия | 19-й ск |            |
| 01.08.1944 | 3-й Белорусский фронт   | 33-я армия | 19-й ск |            |
| 01.09.1944 | 3-й Белорусский фронт   | 33-я армия | 62-й ск |            |
| 01.10.1944 | в резерве СВГК          | 33-я армия | 62-й ск |            |
| 01.11.1944 | 1-й Белорусский фронт   | 33-я армия | 62-й ск |            |
| 09.05.1945 | 1-й Белорусский фронт   | 33-я армия | 62-й ск |            |

## Состав
- 757 (457) стрелковый полк (подполковник С. Т. Койда)
- 774 стрелковый полк,
- 787 (479) стрелковый полк,
- 666 (664) артиллерийский полк,
- 722 гаубичный артиллерийский полк (до 15.10.41 г.),
- 43 отдельный истребительно-противотанковый дивизион,
- 297 отдельная разведывательная рота (297 разведывательный батальон),
- 389 отдельный сапёрный батальон,
- 602 отдельный батальон связи (602, 426 отдельная рота связи),
- 391 отдельный медико-санитарный батальон,
- 309 отдельная рота химической защиты,
- 261 автотранспортная рота,
- 351 полевая хлебопекарня (484, 353 полевая хлебопекарня),
- 124 (170) дивизионный ветеринарный лазарет,
- 317 полевая почтовая станция,
- 42 полевая касса Государственного банка.

## Командование

### Командиры
- Бобров, Фёдор Александрович (22.03.1941 — 15.10.1941), полковник
- Новиков, Тимофей Яковлевич (16.10.1941 — 28.11.1941), полковник
- Лещинский, Михаил Осипович (29.11.1941 — 02.12.1941), полковник
- Бобров, Фёдор Александрович (08.12.1941 — 12.07.1942), полковник
- Солдатов, Николай Лаврентьевич (13.07.1942 — 25.08.1942), полковник
- Петерс, Георгий Борисович (26.08.1942 — 02.11.1942), полковник
- Солдатов, Николай Лаврентьевич (03.11.1942 — 26.02.1943), полковник
- Грызлов, Фёдор Иванович (27.02.1943 — 10.04.1944), полковник с 15.09.1943 генерал-майор
- Становский, Семён Ипатьевич (11.04.1944 — 15.05.1944), полковник
- Юрин, Алексей Николаевич (16.05.1944 — убит 26.07.1944), полковник
- Савчук, Григорий Петрович (04.08.1944 по 17.02.1945), полковник
- Попов, Михаил Андрианович (18.02.1945 — 04.04.1945), генерал-майор
- Жиденко, Александр Яковлевич (05.04.1945 — 09.05.1945), полковник

### Заместители командира
- Щенников, Александр Александрович (??.09.1942 — 12.09.1943), полковник

## Герои Советского Союза
- Агафонов, Фрол Егорович, лейтенант, командир взвода 389-го отдельного сапёрного батальона.
- Алтухов, Иван Филиппович, сержант, командир орудия 666-го артиллерийского полка.
- Белоусов, Виталий Фёдорович, майор, командир артдивизиона 666-го артиллерийского полка.
- Гущин, Павел Фёдорович, лейтенант, командир стрелковой роты 787-го стрелкового полка.
- Казаков, Александр Афанасьевич, старший лейтенант, командир батальона 787-го стрелкового полка.
- Камзараков, Дмитрий Константинович, старший сержант, помощник командира взвода 757-го стрелкового полка.
- Карпенко, Вилий Иванович, старшина, командир взвода разведки 389-го отдельного сапёрного батальона.
- Климзов, Дмитрий Михайлович, старшина, старшина стрелковой роты 774-го стрелкового полка.
- Копылов, Иван Павлович, майор, командир артдивизиона 666-го артиллерийского полка.
- Костенко, Григорий Васильевич, майор, командир артдивизиона 666-го артиллерийского полка.
- Марченков, Анатолий Андреевич, красноармеец, сапёр 389-го отдельного сапёрного батальона.
- Орлов, Тимофей Николаевич, майор, заместитель командира 787-го стрелкового полка.
- Рыбкин, Василий Филиппович, красноармеец, наводчик ручного пулемёта 757-го стрелкового полка.
- Смирнов, Михаил Евгеньевич, сержант, командир отделения 787-го стрелкового полка.
- Соловьёв, Василий Андреевич, сержант, командир взвода 757-го стрелкового полка.
- Стаценко, Яков Тихонович, сержант, командир пулемётного расчёта 787-го стрелкового полка.
- Стрелков, Спиридон Михайлович, сержант, командир пулемётного отделения 774-го стрелкового полка.
- Суворов, Сергей Романович, красноармеец, стрелок 774-го стрелкового полка.
- Улановский, Николай Сергеевич, старший лейтенант, командир роты 774-го стрелкового полка.
- Юрин, Алексей Николаевич, полковник, командир дивизии.

## Полные кавалеры Ордена Славы

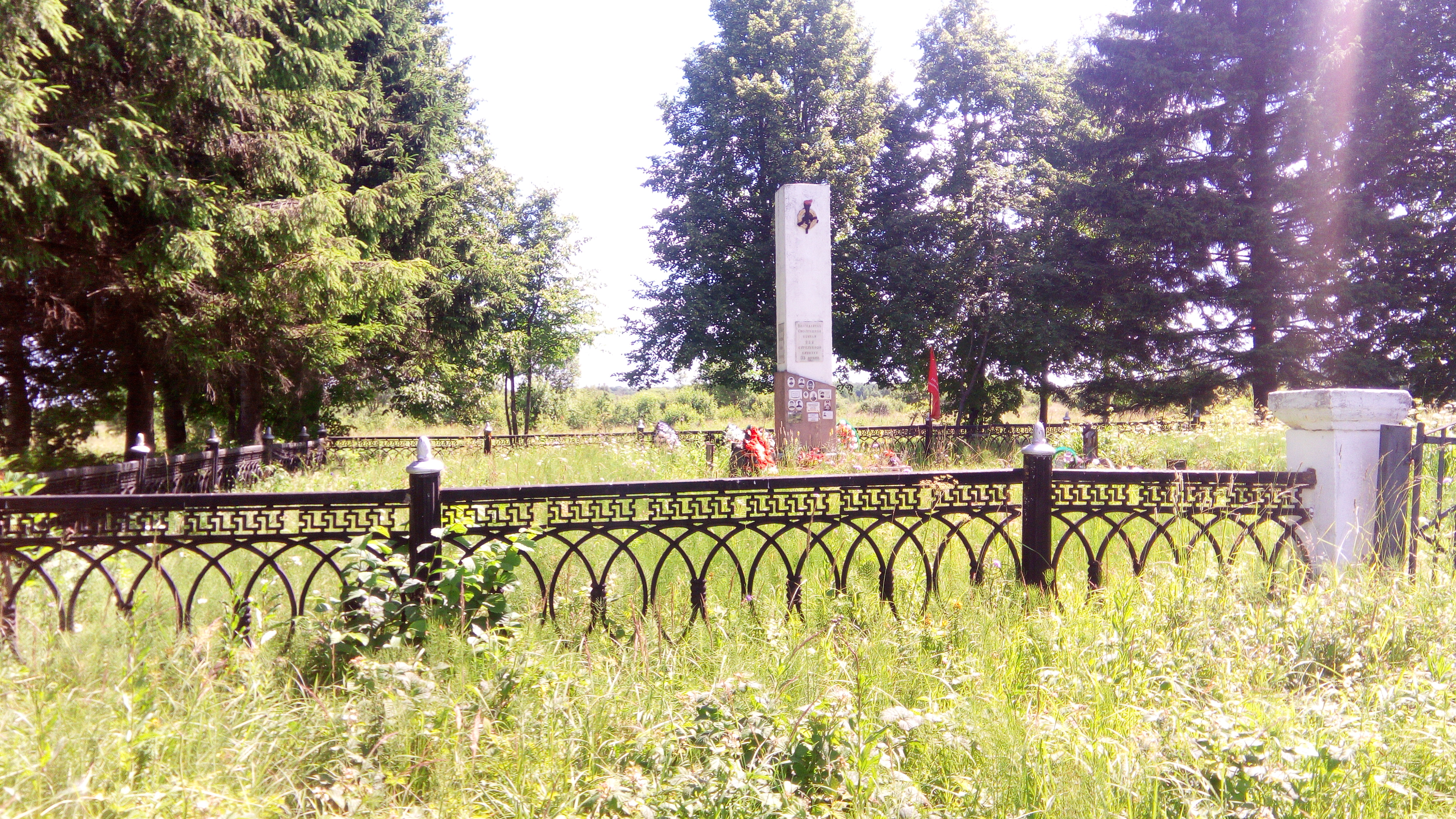
Памятник воинам 222-й сд.
Урочище Дубна Смоленская обл.

- Дроздов, Александр Андреевич, ст. сержант, помощник командира взвода 389 отдельного сапёрного батальона.
- Еркинов, Шукир Танатырович, сержант, разведчик 43-го отдельного артдивизиона.
- Услугин, Леонид Иванович, ст. сержант, командир отделения 297-й отд. разведывательной роты.

## Память
- Памятный обелиск воинам 222-й стрелковой дивизии на братской могиле в Тёмкинском районе Смоленской области, в районе ныне не существующей деревни Ду́бна. Объект культурного наследия народов России регионального значения[45].
- В мае 1987 года в городе Унече, рядом с проходной завода «Тембр» был открыт монумент бойцам 222-й стрелковой дивизии[4].
- В братской могиле села Шанский Завод похоронен командир 774 сп 222 сд, подполковник Андрющенко Матвей Кириллович (род. 14.08.1916г), кавалер ордена Красного знамени[46], «погиб 15.01.1943»[47][48] при аварии самолёта[49] в районе сёла Тёмкино.

## Комментарии
1. ↑  № 003000 от 05.03.1941, по штату № 04/400-416 утв. 5 апреля 1941 г.[3]
2. ↑  Список принятых сокращений:
* кап - корпусной артиллерийский полк;
* пп - пехотный полк;
* гап - гаубичный артиллерийский полк
3. ↑  Одновременно Будённый уточнил задачу Ракутину (24 армия), переподчинив ему 222-ю сд 43-й армии и 8-ю сд 32-й (03.10.41)

## Статьи и публикации
- Исаев А. В. Два дня в истории. К 65-летию операции «Багратион» // Завтра : электронная версия газеты. — 2009. — 1 июля (№ 27).
- Иванова М. И. Рославль в первые годы войны… // 1945-2015 : Исторический проект (альманах). — Рославль: Лазеева Л. Н., 2015.
- Алексей Ивванцов. Ожесточённые бои вокруг Рославля в августе 1941 года // 1945-2015 : Исторический проект (альманах). — Рославль: Лазеева Л. Н., 2015.
- Сергей Александров. 43-я армия в боях на Десне летом-осенью 1941 года. // 1945-2015 : Исторический проект (альманах). — Рославль: Лазеева Л. Н., 2015.
- Татьяна Романова. В районе Износок // Весть : газета (электронная версия). — 2012. — 31 мая.
- Олег Симаков. Могилевская наступательная операция 23-28 июня 1944 г. // История войн. — Минобороны России. Официальный сайт, 2016. — 13 апреля. — Дата обращения: 31.05.2016.
- Роман Чекинов. Каунасская наступательная операция (28 июля – 28 августа 1944 г.) // История войн. — Минобороны России. Официальный сайт, 2016. — 13 апреля. — Дата обращения: 31.05.2016.
- Подвиг народа. 70-летию Великой Победы посвящается… // Открытый диалог : интернет портал. — Курск: Курское городское Собрание, 2015. — 21 декабря. Архивировано 14 марта 2025 года.
- Владимир Рязанов. Из рода Матросовых. Анфим Абатуров. Жизнь, короткая и яркая как сорвавшаяся звезда… // Советская Сибирь : газета. — 2009. — 21 августа.

## Медиафайлы
- Die Deutsche Wochenschau № 571 Ч. № 2 (1941). Roslawl. Немецкая кинохроника. 1941-08-11.  10:08 мин. {{cite episode}}: |series= пропущен или пуст (справка)
- Перелом. Хроника Победы. Наро-Фоминская оборонительная операция на YouTube
- Net ƒilm (1942). «Союзкиножурнал» № 21, 1942. (Центральная студия кинохроники).  11:30 мин. {{cite episode}}: |series= пропущен или пуст (справка)